# Horst Fuchs (Musikproduzent)
Horst Fuchs (* 14. Juli 1929 in Berlin; † 7. September 2010) war ein deutscher Musikproduzent, der mehr als 11.000 Musiktitel verlegte.
Fuchs gründete und leitete lange Jahre den Musikverlag Idee-Verlag  sowie die 1967 gegründete Intermaster Musikagentur in Berlin. Er war als Gründungs-Produktionschef der Ariola verantwortlicher Koordinator für den Musikbereich des Bertelsmann-Konzerns. Außerdem war Fuchs der erste deutsche Independent-Produzent und von 1978 bis 1982 Geschäftsführer des Musikverlages Intersong.

## Leben und Karriere
Nach einer Tätigkeit als Volontär beim Rundfunksender RIAS Berlin arbeitet Horst Fuchs drei Jahre bei Electrola als Labelchef und Aufnahmeleiter. Anschließend wechselte er 1957 als Produzent zum beginnenden Bertelsmann Schallplattenring, ab 1958 Ariola GmbH Gütersloh. Er war dort vier Jahre tätig, zuletzt als erster Prokurist und Chef der Musikproduktion.
1958 hatte er die Idee zu einer Single mit der Schauspielerin Romy Schneider. Martin Böttcher komponierte und produzierte den Titel Merci Monpti. Zusammen mit dem Titel Ja, Man Verliebt Sich aus dem Spielfilm Die schöne Lügnerin erschien eine Single sogar in Stereo, verfehlte aber die wirtschaftlichen Erwartungen.
Mit der Sängerin Dalida und dem Titel Am Tag als der Regen kam gelang Ariola unter Horst Fuchs der Durchbruch im Markt. Horst Fuchs machte sich selbstständig. Mit dem Titel Hawaii Tattoo (ebenfalls von Martin Böttcher unter dem Pseudoymn Michael Thomas komponiert) und der speziell dafür zusammengestellten Gruppe The Waikiki’s gelang ihm ein großer Erfolg. Horst Fuchs produzierte Titel des Künstlers Ronny sowie Gesangseinlagen von Winnetou Pierre Brice. Martin Böttcher fungierte wiederum als Komponist.
Es folgte die Gründung des Musikverlages „Idee Verlag“ und der Intermaster Musikagentur – beide in Berlin – sowie eine erneute fünfjährige Tätigkeit für Bertelsmann. Er sanierte in dem Zeitraum das Label Ariola.
Von 1978 bis 1982 war Horst Fuchs als Geschäftsführer des Intersong Musikverlages tätig, um sich anschließend ausschließlich selbstständig zu betätigen.

## Privates
Horst Fuchs war zweimal verheiratet und hatte vier Kinder.